# Ortofon
Ortofon ist ein in der dänischen Stadt Nakskov ansässiger Hersteller für Audio-Zubehör. Die Produktpalette umfasst Tonabnehmer, Tonarme und Zubehör für die Schallplattenwiedergabe wie Vorverstärker, Übertrager, Montageschablonen, Kabel sowie medizinisches Gerät. Ortofon gilt als Marktführer und weltweit größter Hersteller von magnetischen Tonabnehmern für Schallplattenspieler, jährlich werden etwa 500.000 Stück verkauft. Mittlerweile wurden mehr als 300 verschiedene Tonabnehmer entwickelt.

## Geschichte
Die Ingenieure Arnold Poulsen (1889–1952) und Axel Petersen (1887–1971) gründeten am 9. Oktober 1918 die Electrical Phon Film Company mit dem Ziel, das erste bild- und tonsynchrone Filmtonverfahren zu entwickeln. Bis 1945 entstanden jedoch in erster Linie Mikrofone, Mess- und optische Geräte für die Filmindustrie.
1946 wurde der erste Schneidkopf für die Herstellung von Mono-Schallplatten vorgestellt. Dieser war in der Lage, Frequenzen zwischen 5 Hz und 14 kHz zu verarbeiten. Im selben Jahr änderte man die Firmenbezeichnung in Fonofilm Industri A/S. 1948 entstand der erste dynamische Tonabnehmer. Anfang der 1950er Jahre erfolgte die endgültige Namensänderung in Ortofon A/S, was sich aus dem griechischen orto (dt. ‚korrekt‘) und fon (dt. ‚Klang‘) herleitet.
Als 1957 die Stereo-Schallplatte eingeführt wurde, entstanden unter der Leitung von Robert Gudmandsen die für deren Herstellung erforderlichen Schneidköpfe sowie das erste hochwertige Abtastsystem der SPU-Baureihe (Abkürzung für Stereo Pick-Up, dt. ‚Stereo-Tonabnehmer‘). Der Tonabnehmer, der 1959 vorgestellt wurde, kam in erster Linie im professionellen Bereich zum Einsatz (Rundfunk und Schallplattenindustrie). Das System wird in verschiedenen Ausführungen bis heute produziert.

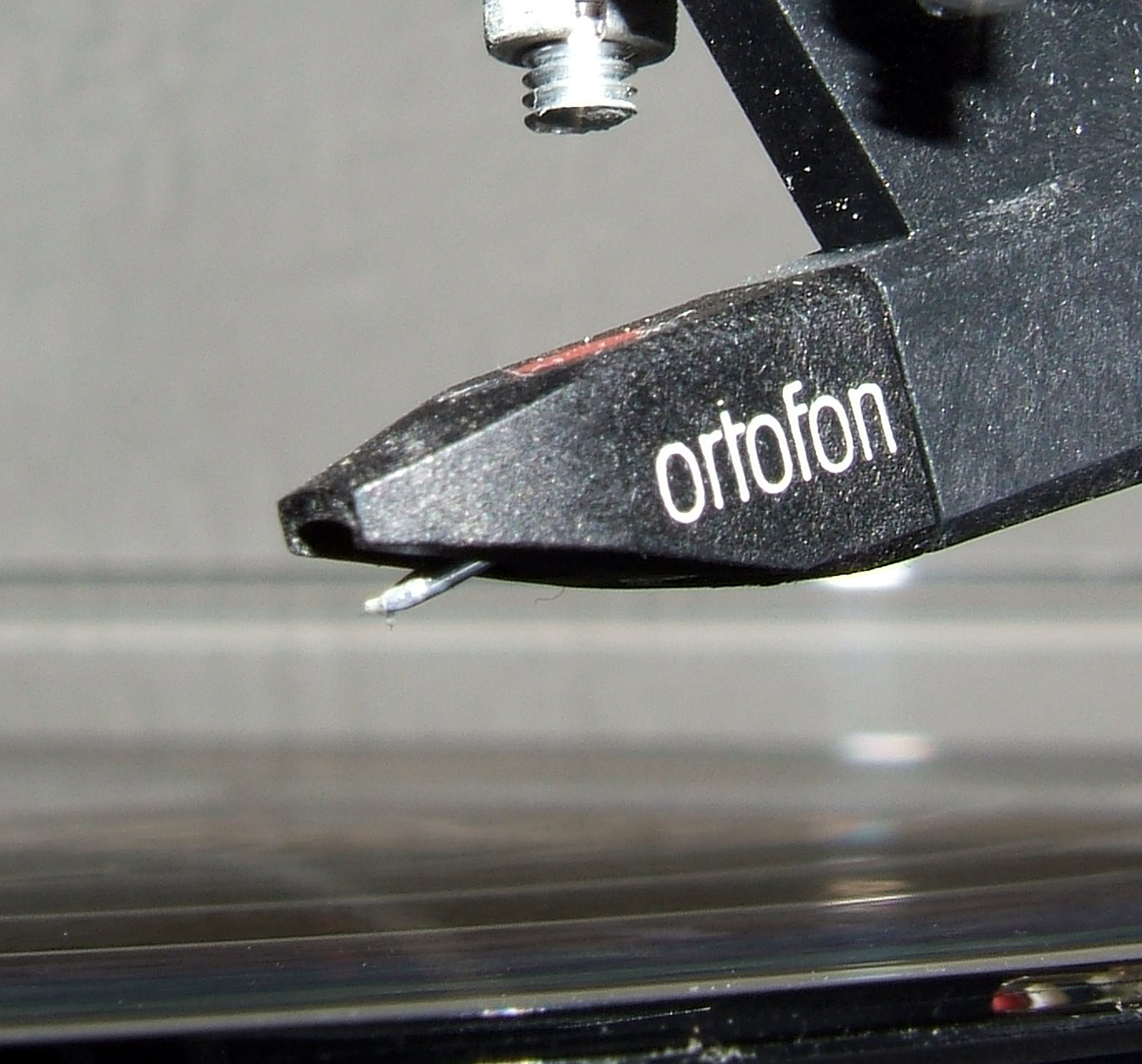
Ortofon OM30

1969 entwickelte Ortofon den ersten magnetischen Tonabnehmer, das M-15. Ein Jahr später wurde die Produktion an den neuen Firmensitz in Nakskov verlegt.
Anfang der 1980er Jahre übernahm der langjährige Mitarbeiter Erik Rohmann das Unternehmen aus amerikanischem Besitz und widmete sich der Entwicklung und Forschung. Zu dieser Zeit wurde auch die Tonabnehmer-Baureihe Concorde vorgestellt, die mit dem Danish Industrial Design Award ausgezeichnet wurde und sich 1984 mit der Einführung des Modells Pro als Standard für den Einsatz in Diskotheken etablieren sollte. 1981 stellte Ortofon die ersten magnetischen Tonabnehmer der OM-Serie vor, die mit sehr niedrigen Auflagekräften (ca. 15 mN) betrieben werden können. 1986 wurde Scan Micro gegründet, wo zukünftig Abtastdiamanten gefertigt wurden.
Zum 70. Firmenjubiläum stellte Ortofon im Oktober 1988 den Tonabnehmer MC 70 Anniversary vor und begründete damit die Tradition, zu jedem Jubiläum ein spezielles Tonabnehmersystem auf den Markt zu bringen.
1996 kam das SPU Meister Silver-Abtastsystem auf den Markt. Bei der Neuauflage der CG-Di- und CA-Di-Mono-Tonabnehmer kam die gleiche Technik zum Einsatz, die bereits bei der Neuentwicklung 1948 verwendet wurde. 1997 wurde Ortofon als eines der am schnellsten wachsenden Unternehmen Dänemarks ausgezeichnet.

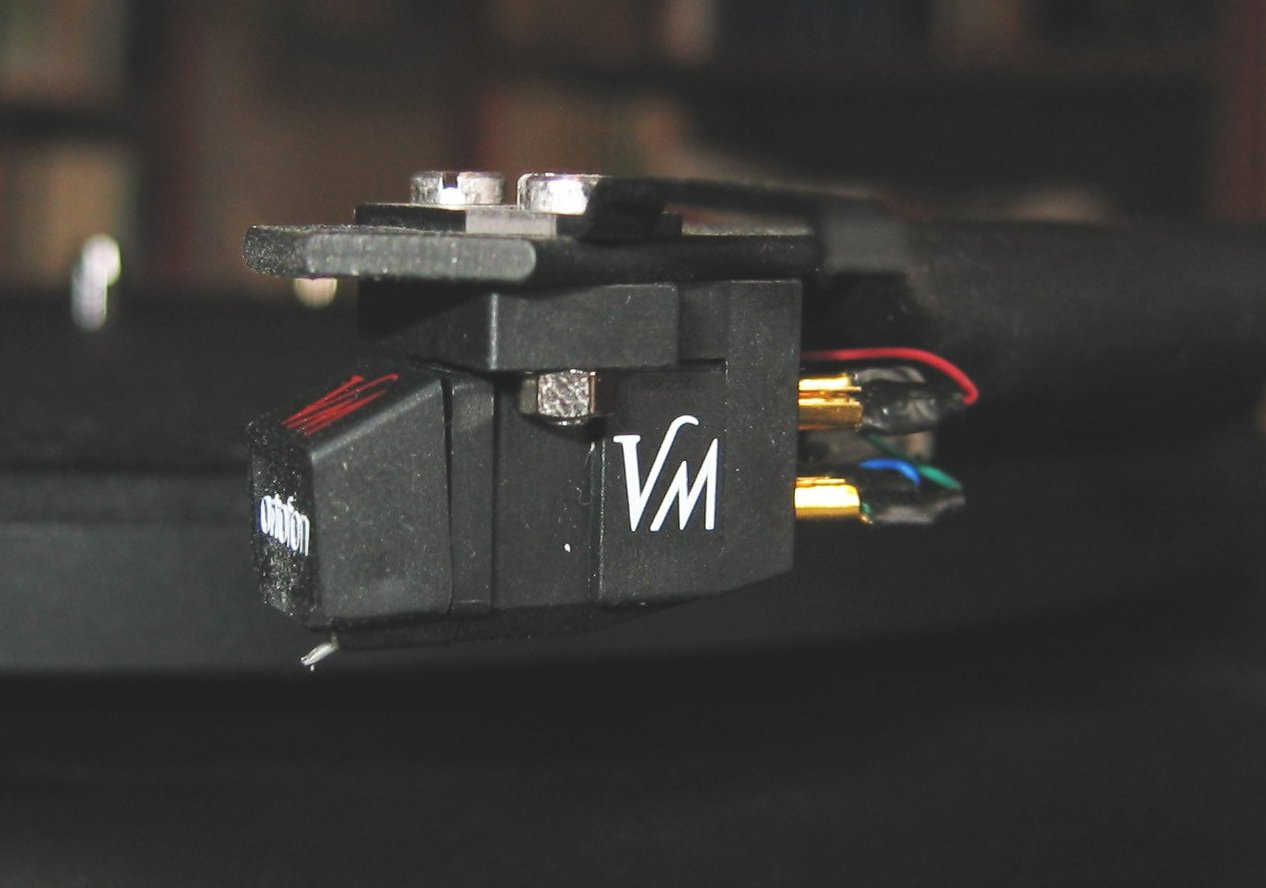
Ortofon VinylMaster Tonabnehmer

Nach der Übernahme durch eine Gruppe privater Investoren im Jahre 2004 wurde auch wieder die Produktion hochwertiger Tonarme aufgenommen. Zum 90-jährigen Unternehmensjubiläum wurden neue Tonabnehmersysteme entwickelt, darunter die Cadenza-Baureihe, das A-90 und das MC Windfeld, das nach dem langjährigen Entwicklungsingenieur Per Windfeld benannt wurde.
Mittlerweile ist Ortofon in drei Sparten aufgegliedert:
- Ortofon: Schallplattenwiedergabe für den Heimbereich (Tonabnehmer, Tonarme und Zubehör)[6]
- Ortofon DJ: Schallplattenwiedergabe für den Discothekenbereich (Tonabnehmer, Kopfhörer und Zubehör)[7]
- Ortofon Microtech (seit 2010): Ingenieurleistungen für Präzisionsteile, Mikromechanik, Mikrospulen aus hochreinem Kupfer, Hörhilfen[8][9]

## Produkte (Auswahl)

### Tonabnehmersysteme
| Name                 | Jahr      | Prinzip | Nadelschliff                                                                                   | Bemerkungen |
| -------------------- | --------- | ------- | ---------------------------------------------------------------------------------------------- | --- |
| SPU-Serie            | seit 1959 | MC      | sphärisch (R 18 µm) elliptisch (r/R 8/18 µm) u. a.                                             | Ursprünglich für professionellen Einsatz entwickelt, verschiedene Gehäuseausführungen. |
| M-15                 | 1969      | MM      | sphärisch                                                                                      | Erstes Ortofon-Magnetsystem |
| MC x00-Serie         | 1979      | MC      | elliptisch (r/R 8/18 µm) Fine Line (r/R 8/40 µm)                                               | Integriertes MC-Tonabnehmersystem für Direktmontage auf geeigneten Tonarmen, im Vergleich mit konventionellen MC-Systemen sehr niedrige Ausgangsspannung (0,09 mV). Die Form diente als Grundlage für die Concorde-Serie.                               |
| Concorde-Serie       | seit 1984 | MM      | sphärisch (R 18 µm) elliptisch (r/R 13/25 µm)                                                  | Integriertes MM-Tonabnehmersystem für Direktmontage auf geeigneten Tonarmen, hauptsächlich für Discothekeneinsatz optimiert; Modelle: Arkiv, Broadcast, Digitrack, DJ, Electro, Gold, Kentaro, Nightclub, Pro, Q.Bert, Scratch, Serato, 40 Anniversary. |
| OM-Serie             | seit 1981 | MM      | elliptisch (r/R 8/18 µm) Fine Line (r/R 8/40 µm) FG 70 (r/R 7/70 µm)                           | MM-Tonabnehmersystem für sehr leichte Tonarme, Systemkörper durch austauschbare Abtastnadeleinschübe aufrüstbar; auch DJ-Versionen |
| MC 70 Anniversary    | 1988      | MC      | Replicant 80 (r/R 5/80 µm)                                                                     | Limitierte Auflage anlässlich des 70. Firmenjubiläums. |
| SPU Meister          | 1992      | MC      | elliptisch (r/R 8/18 µm)                                                                       | SPU-Version anlässlich der 50-jährigen Betriebszugehörigkeit von Robert Gudmandsen. |
| MC 7500              | 1993      | MC      | Orto-Line (r/R 4,5/100 µm)                                                                     | Limitierte Auflage anlässlich des 75. Firmenjubiläums. |
| MC Rohmann           | 1995      | MC      | Orto-Line (r/R 4,5/100 µm)                                                                     | Benannt nach dem langjährigen Geschäftsführer Erik Rohmann. |
| MC Jubilee           | 1998      | MC      | Shibata (r/R 6/50 µm)                                                                          | Limitierte Auflage anlässlich des 80. Firmenjubiläums. Erstmals mit einem Metallgehäuse, das mit Metal Injection Moulding (MIM) hergestellt wurde. |
| SPU Royal N          | 1998      | MC      | Replicant 100 (r/R 5/100 µm)                                                                   | SPU-Version ohne Gehäuse zur Montage in Standard-½-Zoll-Systemträgern |
| Kontrapunkt-Serie    | 2000      | MC      | FG 80 (r/R 5/80 µm) Fine Line (r/R 8/40 µm)                                                    | Limitierte Auflage anlässlich des 250. Todestages von Johann Sebastian Bach (Modelle: b, a, c, und h); Kontrapunkt b mit Nadelträger aus Rubin. |
| SPU 85               | 2003      | MC      | elliptisch (r/R 8/18 µm)                                                                       | Auf 500 Stück limitierte Auflage anlässlich des 80. Firmenjubiläums; Gehäuse aus japanischem Buchenholz, das mit Urushilack überzogen ist. |
| Vinyl Master-Serie   | 2004      | MM      | elliptisch (r/R 8/18 µm) Fine Line (r/R 8/40 µm) FG 70 (r/R 5/70 µm)                           | Für den deutschen Markt, technisch weitgehend identisch mit der Baureihe 500 Mk II, Systemkörper durch austauschbare Abtastnadeleinschübe aufrüstbar.                                                                                                   |
| 2M-Serie             | 2007      | MM      | elliptisch (r/R 8/18 µm) Fine Line (r/R 8/40 µm) Shibata (r/R 6/50 µm)                         | Bilder: Ortofon 2M Red, Blue, Facetten-Design vom dänischen Designer Moeller-Jensen |
| SPU 90th Anniversary | 2008      | MC      | elliptisch (r/R 8/18 µm)                                                                       | Auf 500 Stück limitierte Auflage anlässlich des 90. Firmenjubiläums. |
| Windfeld             | 2008      | MC      | Replicant 100 (r/R 5/100 µm)                                                                   | Gesintertes Metallgehäuse. Benannt nach Per Windfeld, der 30 Jahre bei Ortofon gearbeitet hat. |
| Cadenza-Serie        | 2009      | MC      | Fine Line (r/R 8/40 µm) FG 70 (r/R 6/70 µm) Replicant 100 (r/R 5/100 µm) Shibata (r/R 6/50 µm) | Nachfolgeserie für Jubilee und Kontrapunkt |
| A90                  | 2010      | MC      | Replicant 100 (r/R 5/100 µm)                                                                   | Limitierte Auflage anlässlich des 90. Firmenjubiläums, Nadelträger aus Bor. |
| Xpression            | 2011      | MC      | Replicant 100 (r/R 5/100 µm)                                                                   | Integriertes Tonabnehmersystem für Direktmontage auf geeigneten Tonarmen, Nadelträger aus Bor. |
| MC Anna              | 2012      | MC      | Replicant 100 (r/R 5/100 µm)                                                                   | Benannt nach Anna Netrebko; Nadelträger aus Bor, Gehäuse aus Titan. |
| Quintet-Serie        | 2013      | MC      | elliptisch (r/R 8/18 µm) Fine Line (r/R 8/40 µm) Shibata (r/R 6/50 µm)                         | Modelle: Mono, Red, Blue, Bronze, Black |
| SPU 95th Anniversary | 2015      | MC      | elliptisch (r/R 8/18 µm)                                                                       | |
| SPU #1 S & E         | 2018      | MC      | sphärisch (R 18 µm) #1 S elliptisch (r/R 8/18 µm) #1 E                                         | Einsteigermodell der SPU-Serie |
| MC Anna Diamond      | 2019      | MC      | Replicant 100 (r/R 5/100 µm)                                                                   | Weiterentwicklung des MC Anna, mit Diamant-Nadelträger. |

### Tonarme
- AS-212S (9″-Tonarm)
- AS-309S (12″-Tonarm)
- RS-212D (9″-Tonarm)
- RS-309D (12″-Tonarm)

### Übertrager
- ST M25 MC (für die SPU Mono CG Di-Modelle)
- ST-7 (für Quintet- und SPU-Modelle)
- ST-70 MC (für Cadenza-Modelle)
- ST-80 SE (für Spitzenmodelle: Xpression, MC Anna, MC A95, MC Windfeld Ti, MC Century, MC A90, MC Windfeld…)

## Vertriebswege
2008 wurde die Struktur des deutschen Vertriebs neu organisiert. Die Unternehmen Global Distribution und Lighttech übernahmen den Vertrieb der DJ-Sparte, während die HiFi-Sparte vom Unternehmen Audio Trade betreut wird.

## Trivia

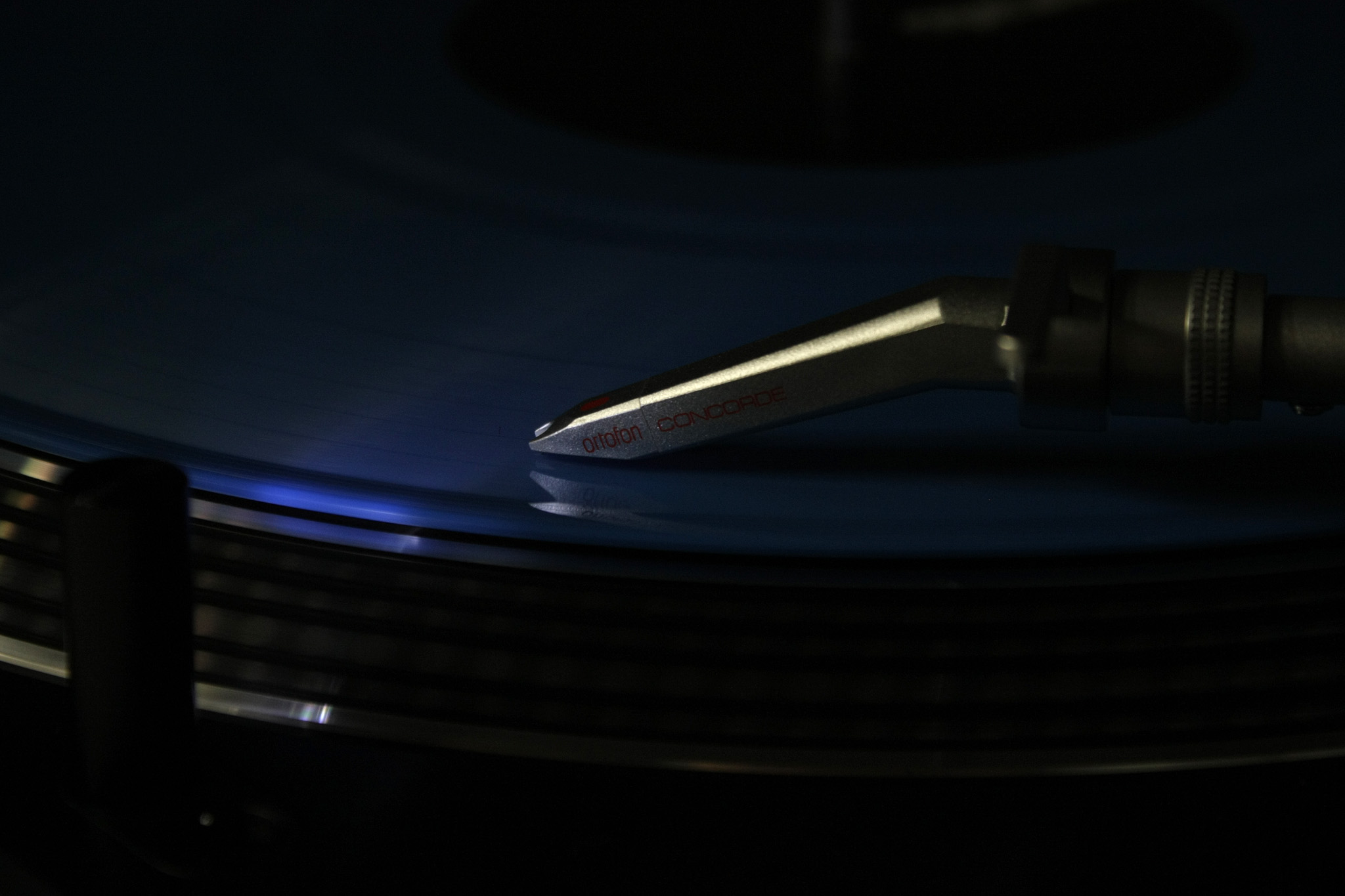
Eine Version des Ortofon Concorde

- Die Vorschau (Trailer) des Films Soul Kitchen beginnt mit einer Großaufnahme eines Ortofon-Tonabnehmers (Concorde S), der auf eine Schallplatte abgesenkt wird.